# Château de Cognac
Plusieurs fois reconstruit, le château de Cognac, aussi appelé château des Valois ou château François Ier, est un monument situé dans la commune française de Cognac et existant depuis le Xe siècle.

## Historique
Le château de Cognac existe depuis qu'Hélie de Villebois, premier seigneur de Cognac fit construire un castrum vers 950. Vers l'an 1000, Itier et Arnaud de Villebois sont installés sur le futur site de Cognac et y ont fondé leur dynastie. Aux XIe et XIIe siècles, les Villebois sont donc les premiers seigneurs du château. Cette construction nous est connue par une charte de 1030 et des documents concernant l'église Saint-Léger et les bâtiments conventuels qui lui sont attenants, construits à partir de 1031 par les Bénédictins qui installent sur les hauteurs leur prieuré et leur église (l'église Saint-Léger). Un petit bourg se forme alors autour du castrum et du prieuré. De ce castrum rien ne subsiste.

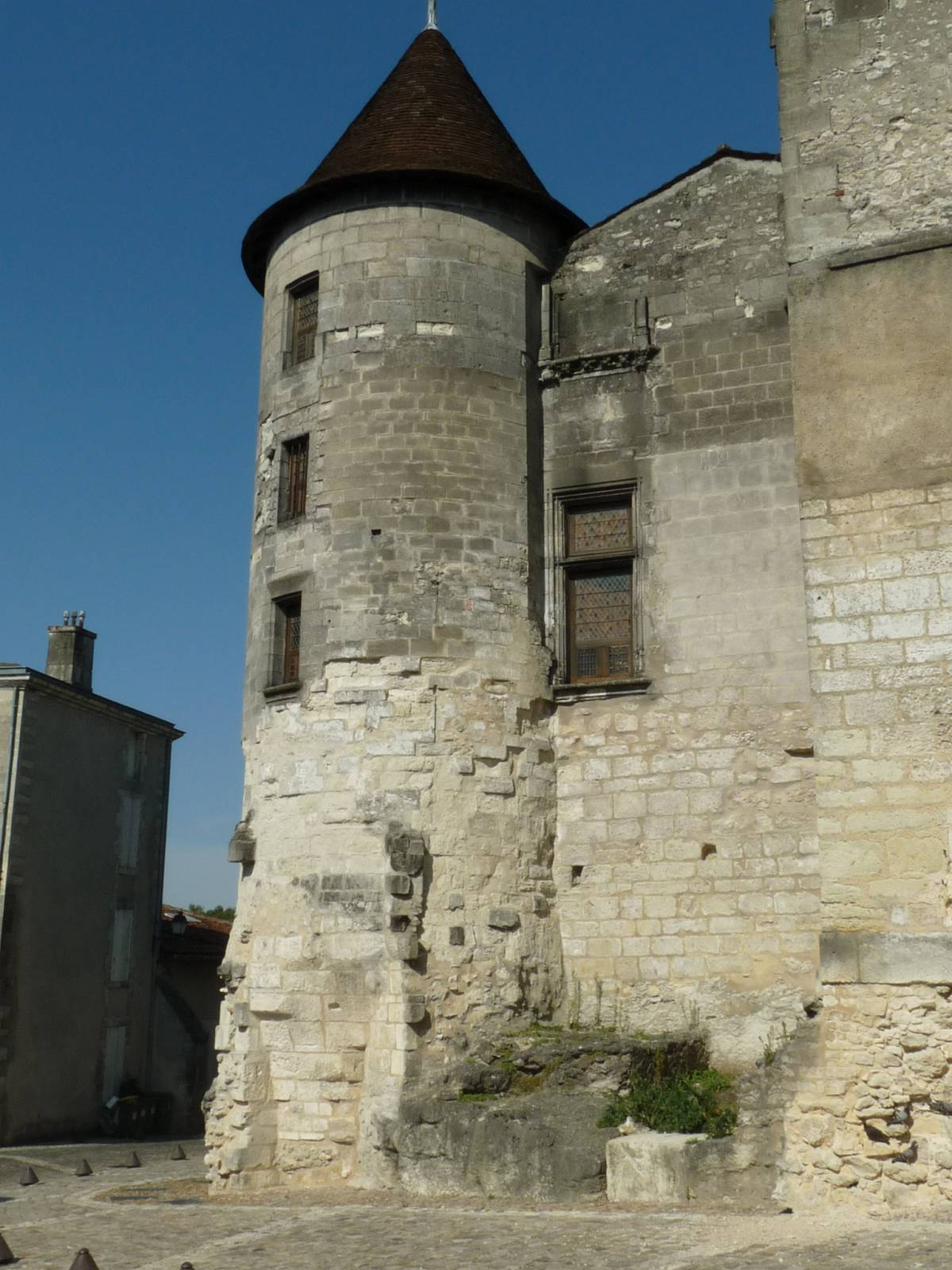
Tourelle du château de Cognac.

Vers 1200, le château est reconstruit en pierre par les Taillefer, comtes d'Angoulême, sur le même emplacement au bord du fleuve face aux quais et à gauche des portes de la ville en y entrant. Une première fortification encercle le bourg en devenir.
Après les Taillefer, la seigneurie de Cognac, comme tout l'Angoumois, passe sous la domination des Plantagenêt. C'est à Cognac que Richard Cœur de Lion marie Amélie de Jarnac, fille d'Ithier V de Cognac et héritière de la seigneurie, avec son fils illégitime Philippe de Falcombridge, qui vend la seigneurie de Cognac à Jean sans Terre, roi d'Angleterre. Sa veuve Isabelle d'Angoulême se remarie avec Hugues X de Lusignan, gardant Cognac malgré les menaces, dont celle d'excommunication par le pape Honorius III. Leur fils, Guy de Lusignan leur succède.
Au XIIIe siècle, le comte Guy de Lusignan effectue d'importantes transformations et fortifie la ville.
Entre 1366 et 1370, le château de Cognac est, avec le château d'Angoulême, la résidence principale d'Édouard, prince d'Aquitaine et de Galles, dit le « Prince noir » (fils du roi d'Angleterre Édouard III.
Au XIVe siècle, Philippe le Bel rattache l'Angoumois avec la seigneurie de Cognac à la couronne de France. Mais pendant la guerre de Cent Ans, Cognac change de suzerain au gré des combats et des traités, entre les Anglais et les Français. Le retour après trente-trois ans de captivité en Angleterre de Jean de Valois, dit « le bon comte Jean », marque la fin de longues années de troubles et le retour de la prospérité. Jean de Valois retrouve un château abandonné et en très mauvais état. Le nouveau comte d'Angoulême s'installa à Cognac avec son épouse Marguerite de Rohan et entreprend la reconstruction du château en 1450. Commence alors le « siècle d'or des Valois ».
Son fils Charles de Valois et sa femme Louise de Savoie font de Cognac un centre intellectuel et artistique. Leur fille la future Marguerite de Navarre et leur fils le futur François Ier n'oublient pas Cognac, où il naît en 1494. Vers 1517, François Ier agrandit son château en faisant construire le nouveau corps de logis avec sa longue façade face aux quais.
Faute d'entretien, le château se délabre durant la fin du XVIIe et au XVIIIe siècle. De 1756 à 1757, il sert de prison à des prisonniers étrangers lors de la guerre de Sept Ans qui y laissent leurs graffitis étudiés récemment. Son propriétaire, le comte d'Artois et futur Charles X, vend même quelques bâtiments en 1772.
Après la Révolution le château est vendu comme bien national pour la démolition, mais en 1795 il est racheté par des négociants en eaux-de-vie, les citoyens Otard et Dupuy, pour y installer leurs chais. Au cours du XIXe siècle certains aménagements ont provoqué la destruction de vestiges du château mais la société Otard a aussi fait d'importants travaux de conservation et de restauration.
Le château, tel qu'il est visible et visitable actuellement, remonte aux constructions des Valois.

## Architecture
Venant du quartier Saint-Jacques, le pont médiéval qui a été démoli en 1855 enjambait la Charente face aux deux tours à courtine et mâchicoulis trilobés construites de 1499 à 1500 en remplacement de tours carrées ; c'est pratiquement tout ce qu'il reste de l'enceinte fortifiée de la ville.
Le château présente une façade imposante à gauche des portes avec les quais à ses pieds. Cette façade très sobre, édifiée vers 1517 et surélevée vers 1852, est égayée par une grande fenêtre nommée balcon du roi, ornée de médaillons sculptés (avec en particulier le profil de François Ier) et repose sur deux salamandres qui encadrent un blason.

### Tour du comte Jean
La tour du comte Jean est, une fois les portes de la ville passées, située à gauche. Elle date du XIIIe siècle, possède à partir du XVe siècle un puits intérieur avec margelles à tous les étages ; au premier étage les deux salles ont des cheminées et des fenêtres à meneaux. Il y subsiste un rare système d'étuves médiévales.

### Logis du Gouverneur
Le logis du Gouverneur présente une belle porte gothique et une tourelle avec escalier à vis.
La salle du casque doit son nom à l'ornementation de la cheminée monumentale : sous un casque empanaché, le blason couché des Valois-Angoulême et ses trois fleurs de lys. Une partie de son mur nord est du XIIe siècle. Dans son mur est sont noyés des vestiges du XIIIe siècle : arcatures gothiques, chapiteaux ornés de palmettes, ainsi que des colonnettes et des chapiteaux seuls vestiges de la chapelle du château. Une petite pièce voûtée lui fait suite par une porte ornée des armes comtales à droite de la cheminée.
Dans les caves, deux salles voûtées, un petit couloir et un sol pavé sont les seuls vestiges du XIIe siècle.

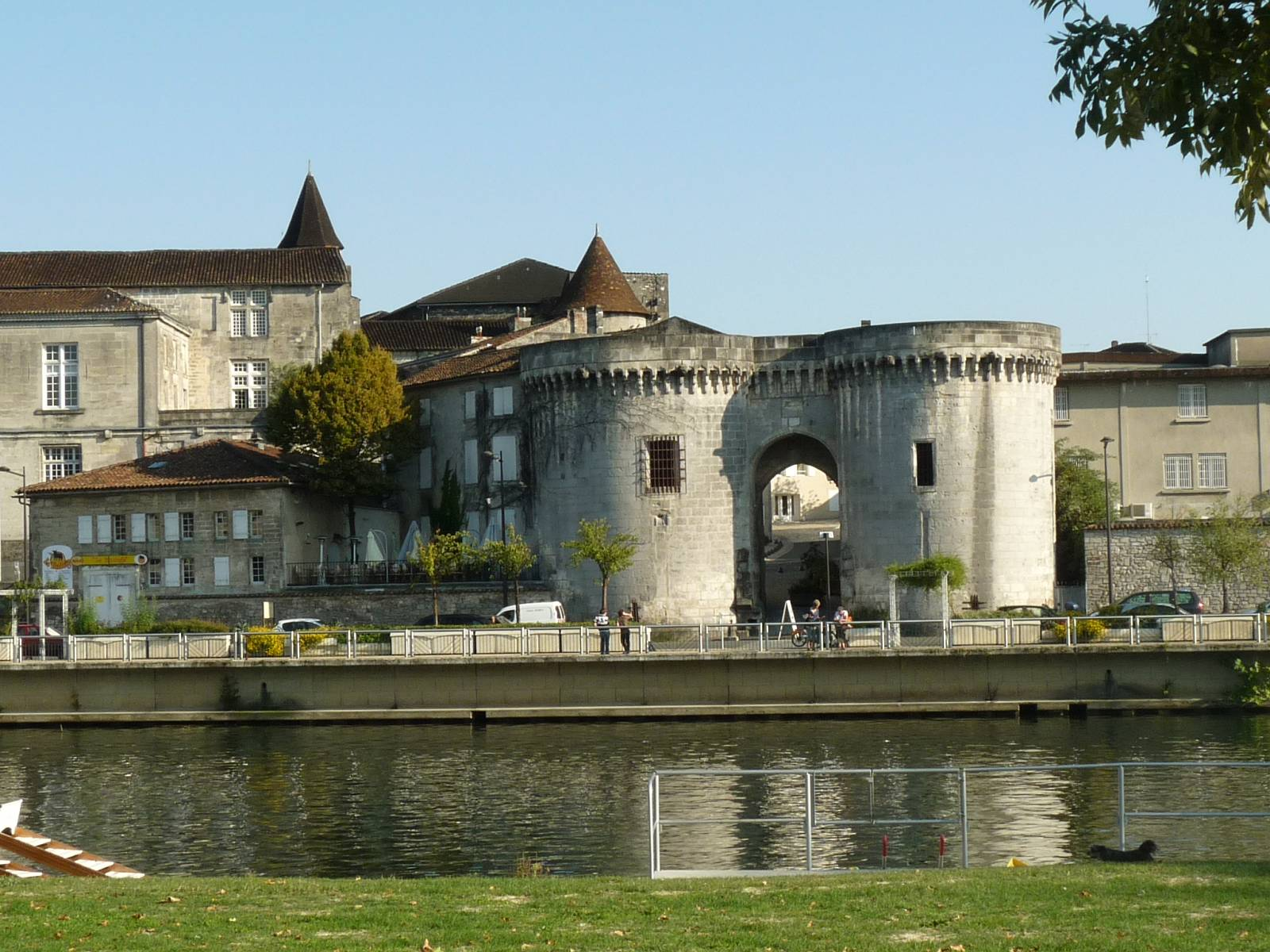
Porte Saint-Jacques sur la Charente
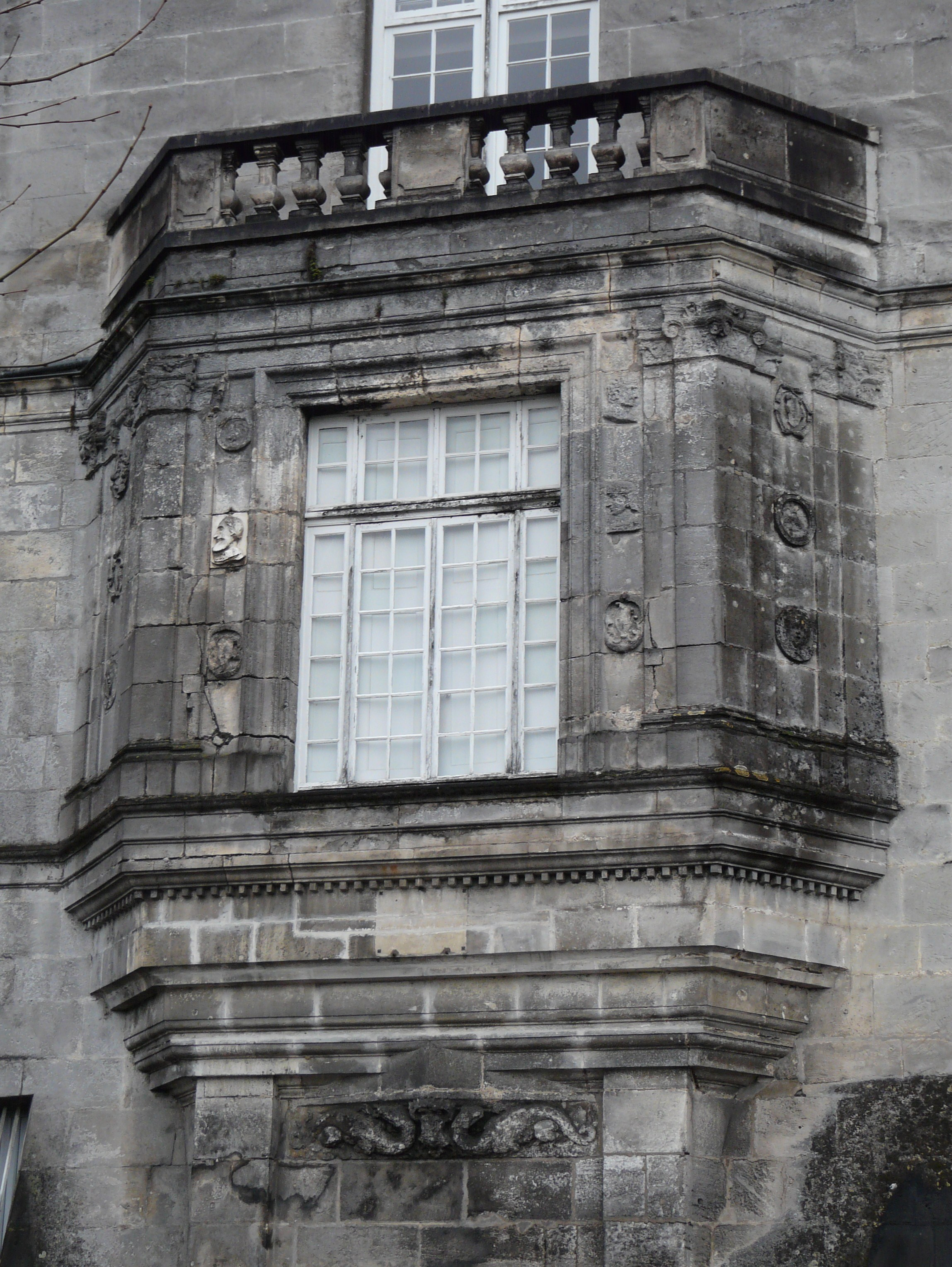
Le "balcon du roi"
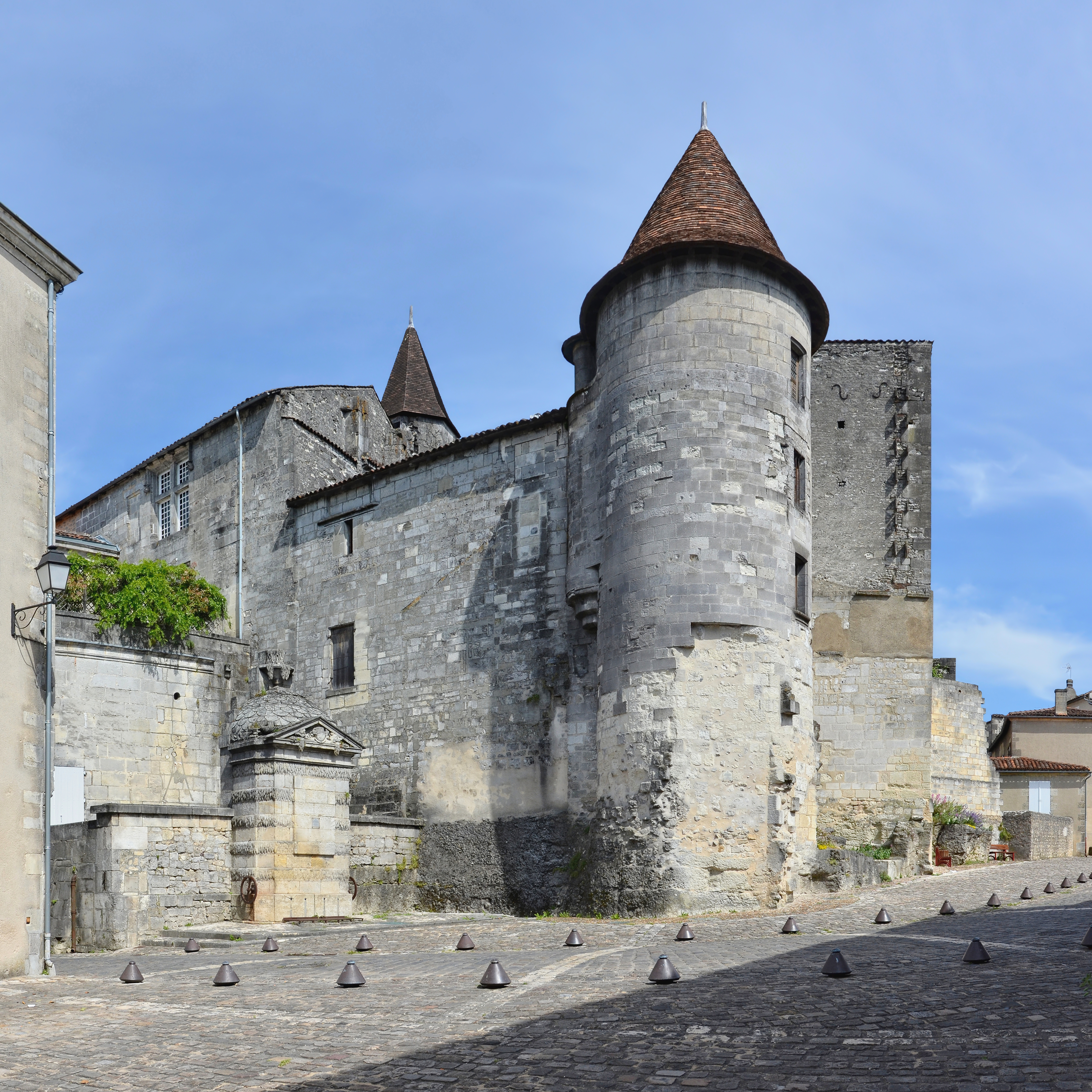
Tour du comte Jean et fontaine du château
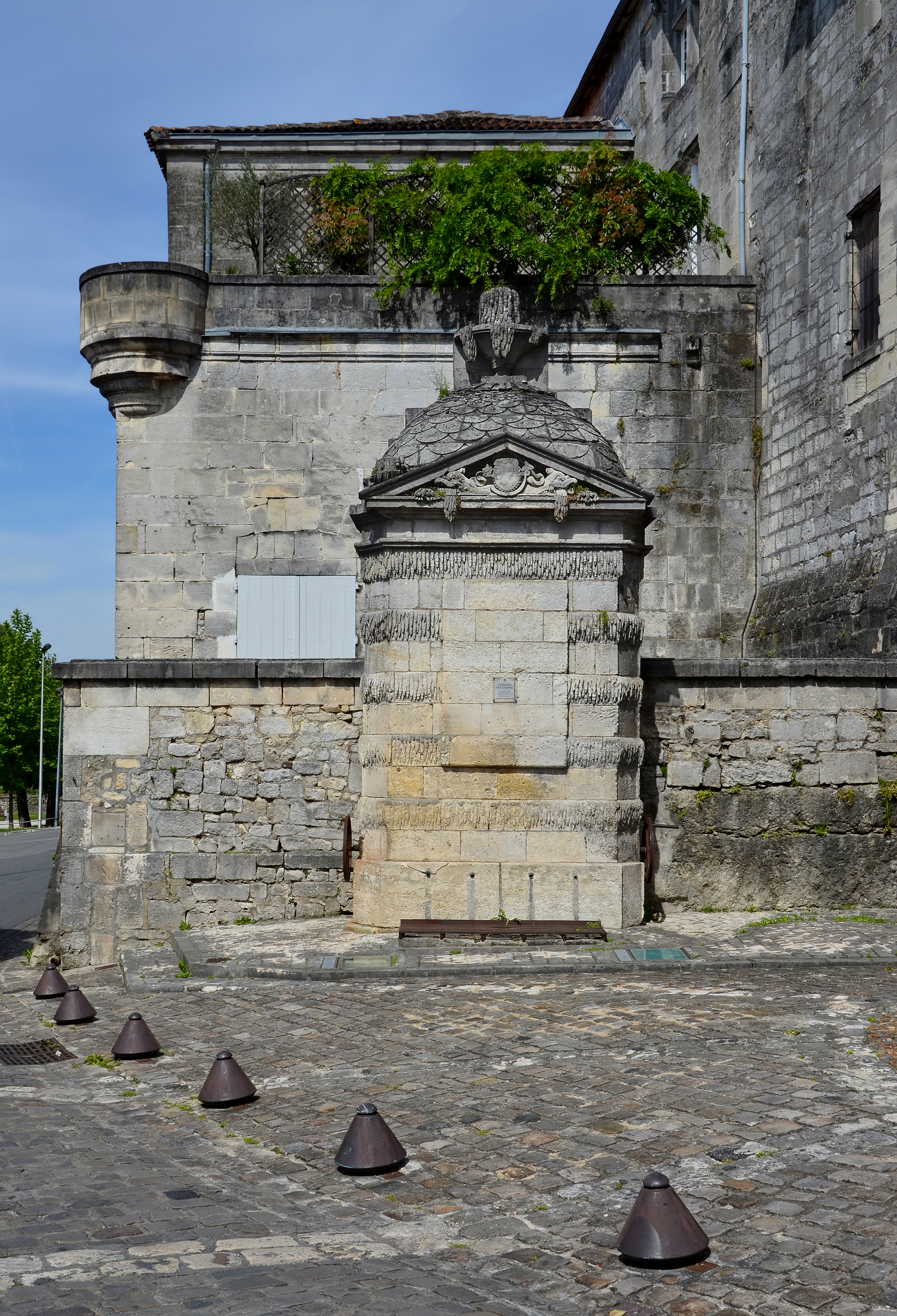
Fontaine François Ier et échauguette
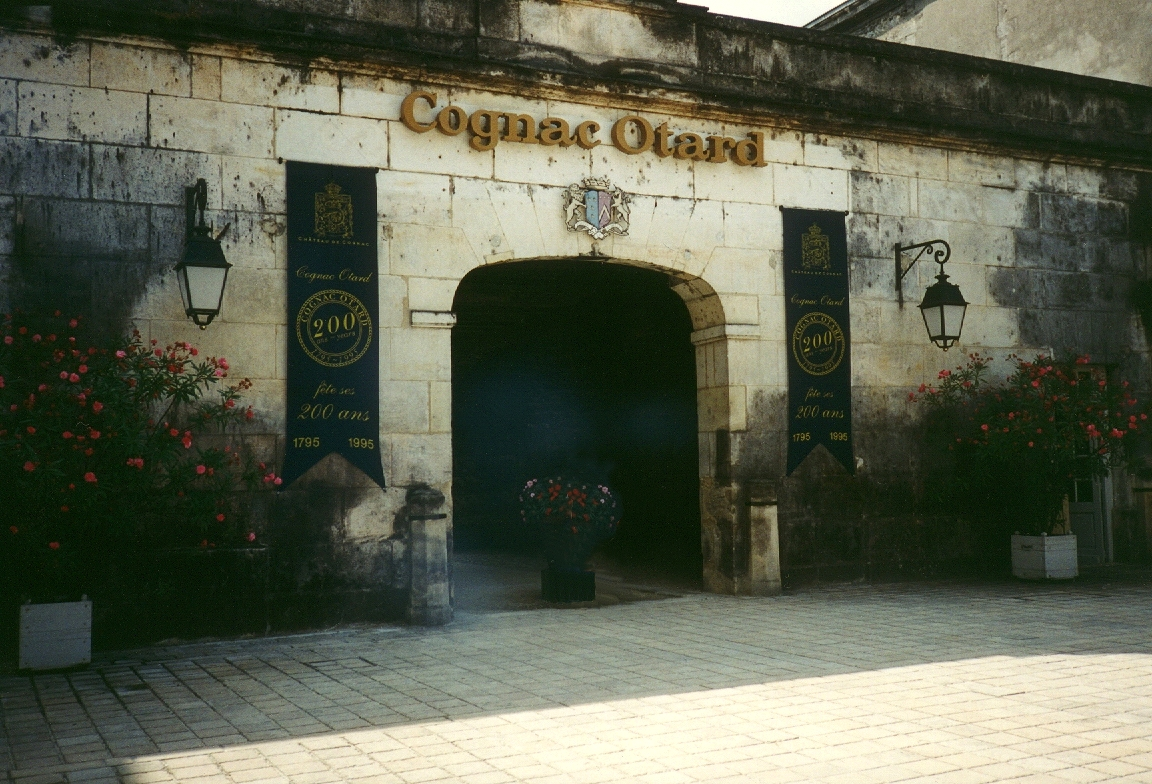
Portail d'entrée des chais Otard
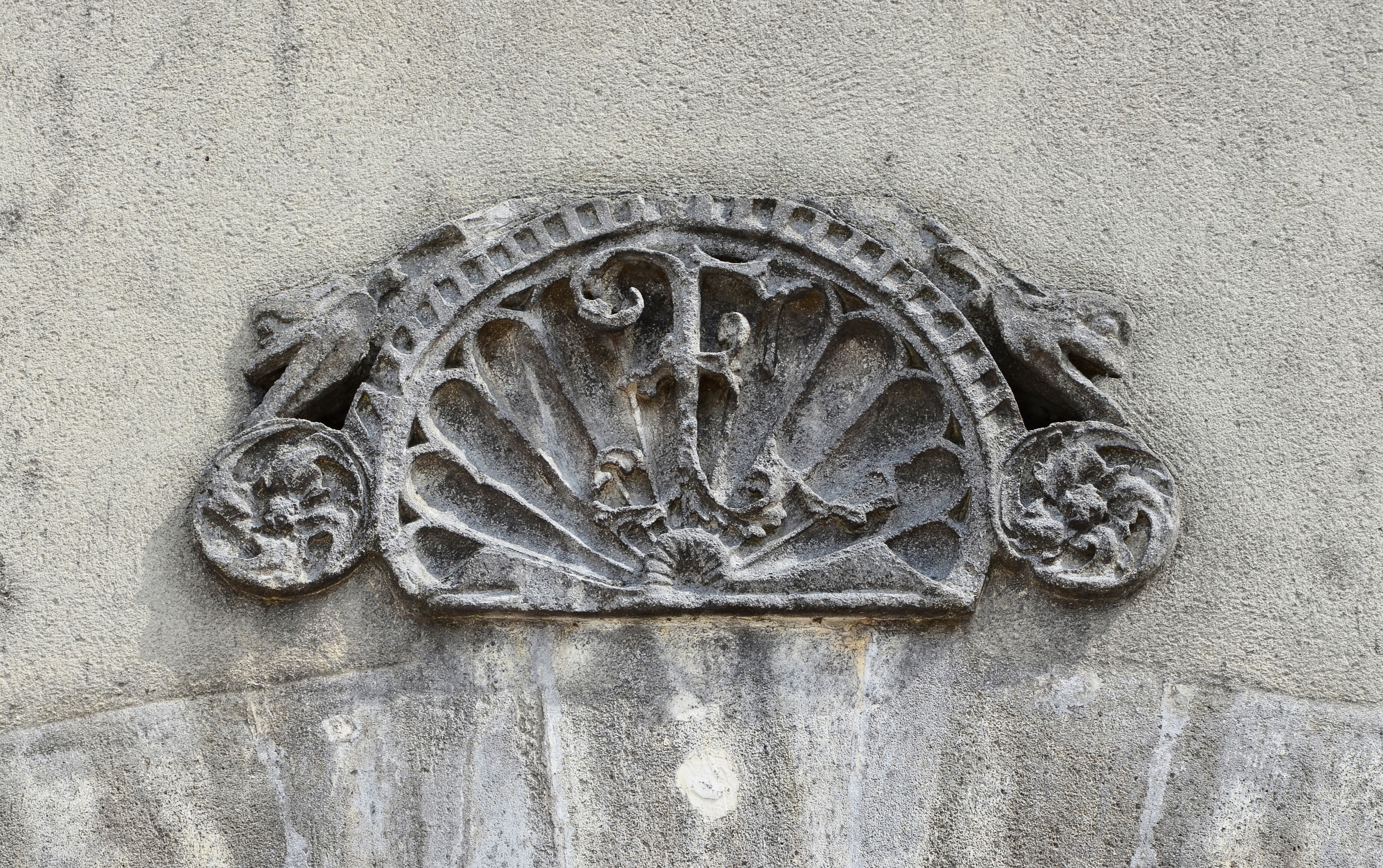
Linteau orné du monogramme de François Ier